# Vittorio De Seta
Vittorio de Seta (Palermo, 15 de octubre de 1923-Sellia Marina, noviembre de 2011) fue un cineasta italiano. reconocido por una serie de documentales realizados durante los cincuenta del cine neorrealista.

## Biografía
Nacido en Palermo, Sicilia, en el seno de una familia adinerada, estudió arquitectura antes de iniciar su carrera como director de cine. Entre 1954 y 1959 realizó diez películas documentales que retratan el mundo rural que estaba desapareciendo a raíz de la modernización del país. Estos trabajos resultan especialmente singulares para la época por la ausencia de una narración que comente las imágenes, así como por el uso del technicolor y el cinemascope, recursos poco comunes en el ámbito documental. Esta formación se ve reflejada más tarde en películas como Banditi a Orgosolo (1961, Premio Ópera Prima en el Festival de Venecia) o Diario di un maestro (1972, miniserie de televisión), donde difumina las fronteras entre ficción y documental en búsqueda de imágenes más reales.
Su trabajo no tuvo una amplia difusión hasta 2002, año en el que sus documentales llegaron a las manos de Martin Scorsese, quien le dedicó dos retrospectivas en el año 2005, en el marco de los festivales de Tribeca y Full Frame Documentary, y otra en 2006, en el Museo de Arte Moderno de Nueva York (MoMa). Los documentales habían sido realizados en los años 1950, y representan uno de los ejercicios más destacables del cine neorrealista italiano de aquellos años. En 2004 se estrenó el documental Détour De Seta por Salvo Cuccia en el Festival Internacional de Cine de Locarno, que retrata los cambios que Italia experimentó en la segunda mitad del siglo XX a partir del trabajo del realizador italiano.

## Premios y distinciones
Festival Internacional de Cine de Venecia
| Año  | Categoría                          | Película             | Resultado |
| ---- | ---------------------------------- | -------------------- | --------- |
| 1961 | Mejor ópera prima                  | Bandidos de Orgosolo | Ganador   |
| 1961 | Premio New Cinema - Mejor película | Bandidos de Orgosolo | Ganador   |
| 1961 | Premio San Jorge                   | Bandidos de Orgosolo | Ganador   |
| 1961 | Premio Italian Cinema Clubs        | Bandidos de Orgosolo | Ganador   |